# Eleições legislativas portuguesas de 2019 no distrito de Castelo Branco
| Eleições legislativas portuguesas de 2019 Distritos: Aveiro \| Beja \| Braga \| Bragança \| Castelo Branco \| Coimbra \| Évora \| Faro \| Guarda \| Leiria \| Lisboa \| Portalegre \| Porto \| Santarém \| Setúbal \| Viana do Castelo \| Vila Real \| Viseu \| Açores \| Madeira \| Estrangeiro |

## Resultados por concelho
Os resultados nos concelhos do Distrito de Castelo Branco foram os seguintes:

### Belmonte
| Partido                 | Partido                                         | Votos | %               | +/-  |
| ----------------------- | ----------------------------------------------- | ----- | --------------- | ---- |
|                         | Partido Socialista                              | 1 372 | 46,52 / 100,00  | 3,08 |
|                         | Partido Social Democrata                        | 573   | 19,43 / 100,00  | -    |
|                         | Bloco de Esquerda                               | 337   | 11,43 / 100,00  | 0,38 |
|                         | CDU - Coligação Democrática Unitária            | 187   | 6,34 / 100,00   | 1,56 |
|                         | CDS – Partido Popular                           | 87    | 2,95 / 100,00   | -    |
|                         | Pessoas–Animais–Natureza                        | 72    | 2,44 / 100,00   | 2,02 |
|                         | CHEGA!                                          | 46    | 1,56 / 100,00   | Novo |
|                         | Partido Comunista dos Trabalhadores Portugueses | 30    | 1,02 / 100,00   | 0,01 |
|                         | Outros (com menos de 1,00%)                     | 106   | 3,59 / 100,00   |      |
| Votos Inválidos         | Votos Inválidos                                 | 139   | 4,71 / 100,00   | 0,83 |
| Total                   | Total                                           | 2 949 | 100,00 / 100,00 |      |
| Eleitorado/Participação | Eleitorado/Participação                         | 6 145 | 47,99 / 100,00  | 3,37 |

| Freguesia                   | %     | %     | %     | %    | %    | %    | %    | %    | Votantes |
| Freguesia                   | PS    | PSD   | BE    | CDU  | CDS  | PAN  | CH   | PCTP | Votantes |
| --------------------------- | ----- | ----- | ----- | ---- | ---- | ---- | ---- | ---- | -------- |
| Belmonte e Colmeal da Torre | 47,17 | 18,75 | 11,56 | 7,18 | 2,80 | 1,77 | 1,95 | 0,97 | 1 643    |
| Caria                       | 43,56 | 21,54 | 11,55 | 5,66 | 3,49 | 3,25 | 0,96 | 0,96 | 831      |
| Inguias                     | 48,16 | 19,40 | 10,70 | 5,02 | 3,34 | 4,35 | 1,34 | 1,34 | 299      |
| Maçainhas                   | 51,70 | 15,91 | 10,80 | 3,98 | 1,14 | 1,70 | 1,14 | 1,14 | 176      |
| Belmonte                    | 46,52 | 19,43 | 11,43 | 6,34 | 2,95 | 2,44 | 1,56 | 1,02 | 2 949    |

### Castelo Branco
| Partido                 | Partido                              | Votos  | %               | +/-  |
| ----------------------- | ------------------------------------ | ------ | --------------- | ---- |
|                         | Partido Socialista                   | 10 683 | 40,10 / 100,00  | 0,69 |
|                         | Partido Social Democrata             | 6 938  | 26,04 / 100,00  | -    |
|                         | Bloco de Esquerda                    | 3 075  | 11,54 / 100,00  | 1,07 |
|                         | CDU - Coligação Democrática Unitária | 1 140  | 4,28 / 100,00   | 0,73 |
|                         | Pessoas–Animais–Natureza             | 826    | 3,10 / 100,00   | 2,05 |
|                         | CDS – Partido Popular                | 804    | 3,02 / 100,00   | -    |
|                         | CHEGA!                               | 485    | 1,82 / 100,00   | Novo |
|                         | Aliança                              | 277    | 1,04 / 100,00   | Novo |
|                         | Outros (com menos de 1,00%)          | 1 200  | 4,51 / 100,00   |      |
| Votos Inválidos         | Votos Inválidos                      | 1 215  | 4,56 / 100,00   | 0,47 |
| Total                   | Total                                | 26 643 | 100,00 / 100,00 |      |
| Eleitorado/Participação | Eleitorado/Participação              | 49 029 | 54,34 / 100,00  | 3,51 |

| Freguesia                        | %     | %     | %     | %     | %    | %    | %    | %    | Votantes |
| Freguesia                        | PS    | PSD   | BE    | CDU   | PAN  | CDS  | CH   | A    | Votantes |
| -------------------------------- | ----- | ----- | ----- | ----- | ---- | ---- | ---- | ---- | -------- |
| Alcains                          | 44,30 | 20,26 | 13,59 | 4,34  | 2,85 | 2,43 | 1,12 | 0,75 | 2 142    |
| Almaceda                         | 51,32 | 26,16 | 6,29  | 1,99  | 2,65 | 2,32 | 0,33 | 0,66 | 302      |
| Benquerenças                     | 55,26 | 21,05 | 8,19  | 2,34  | 1,75 | 0,88 | 1,17 | 0,58 | 342      |
| Castelo Branco                   | 35,41 | 28,39 | 12,41 | 4,60  | 3,52 | 3,17 | 2,23 | 1,22 | 16 985   |
| Cebolais de Cima e Retaxo        | 50,80 | 13,94 | 11,35 | 7,47  | 3,09 | 2,19 | 1,49 | 0,40 | 1 004    |
| Escalos de Baixo e Mata          | 53,71 | 17,90 | 9,71  | 3,24  | 1,71 | 3,43 | 1,33 | 0,57 | 525      |
| Escalos de Cima e Lousa          | 53,69 | 18,12 | 10,07 | 2,82  | 2,68 | 2,95 | 0,81 | 0,67 | 745      |
| Freixial e Juncal do Campo       | 51,40 | 17,21 | 12,79 | 4,49  | 2,56 | 1,16 | 0,70 | 0,47 | 430      |
| Lardosa                          | 45,08 | 23,85 | 10,07 | 3,94  | 3,50 | 3,06 | 1,75 | 0,44 | 457      |
| Louriçal do Campo                | 57,48 | 22,05 | 5,91  | 2,36  | 1,57 | 5,12 | 0    | 0,39 | 254      |
| Malpica do Tejo                  | 62,56 | 5,21  | 5,69  | 13,27 | 1,42 | 2,84 | 0    | 0    | 211      |
| Monforte da Beira                | 62,14 | 17,14 | 5,71  | 2,14  | 0,71 | 1,43 | 0    | 0,71 | 140      |
| Ninho do Açor e Sobral do Campo  | 46,11 | 22,50 | 8,06  | 3,06  | 1,94 | 4,17 | 2,22 | 0,56 | 360      |
| Póvoa de Rio de Moinhos e Cafede | 44,64 | 20,54 | 9,38  | 2,46  | 2,01 | 4,91 | 2,01 | 1,34 | 448      |
| Salgueiro do Campo               | 47,22 | 23,00 | 9,20  | 2,91  | 1,69 | 2,18 | 2,42 | 1,69 | 413      |
| Santo André das Tojeiras         | 53,22 | 30,53 | 5,32  | 1,96  | 1,68 | 1,68 | 0    | 0    | 357      |
| São Vicente da Beira             | 43,33 | 32,17 | 9,00  | 2,67  | 1,17 | 2,83 | 0,33 | 1,50 | 600      |
| Sarzedas                         | 42,23 | 37,20 | 6,40  | 0,76  | 1,83 | 2,90 | 0,61 | 0,61 | 656      |
| Tinalhas                         | 37,87 | 27,21 | 11,03 | 1,10  | 4,04 | 5,15 | 1,84 | 1,47 | 272      |
| Castelo Branco                   | 40,10 | 26,04 | 11,54 | 4,28  | 3,10 | 3,02 | 1,82 | 1,04 | 26 643   |

### Covilhã
| Partido                 | Partido                              | Votos  | %               | +/-  |
| ----------------------- | ------------------------------------ | ------ | --------------- | ---- |
|                         | Partido Socialista                   | 11 307 | 44,91 / 100,00  | 1,24 |
|                         | Partido Social Democrata             | 4 500  | 17,87 / 100,00  | -    |
|                         | Bloco de Esquerda                    | 3 506  | 13,92 / 100,00  | 1,78 |
|                         | CDU - Coligação Democrática Unitária | 1 925  | 7,65 / 100,00   | 2,59 |
|                         | CDS – Partido Popular                | 961    | 3,82 / 100,00   | -    |
|                         | Pessoas–Animais–Natureza             | 611    | 2,43 / 100,00   | 1,68 |
|                         | Outros (com menos de 1,00%)          | 1 347  | 5,35 / 100,00   |      |
| Votos Inválidos         | Votos Inválidos                      | 1 022  | 4,06 / 100,00   | 0,59 |
| Total                   | Total                                | 25 179 | 100,00 / 100,00 |      |
| Eleitorado/Participação | Eleitorado/Participação              | 45 057 | 55,88 / 100,00  | 1,00 |

| Freguesia                        | %     | %     | %     | %     | %     | %    | Votantes |
| Freguesia                        | PS    | PSD   | BE    | CDU   | CDS   | PAN  | Votantes |
| -------------------------------- | ----- | ----- | ----- | ----- | ----- | ---- | -------- |
| Aldeia de São Francisco de Assis | 60,38 | 13,58 | 8,30  | 5,28  | 4,53  | 1,51 | 265      |
| Barco e Coutada                  | 47,95 | 20,00 | 10,45 | 2,27  | 5,68  | 1,36 | 440      |
| Boidobra                         | 39,89 | 18,68 | 15,35 | 11,28 | 3,14  | 2,47 | 1 622    |
| Cantar-Galo e Vila do Carvalho   | 54,20 | 7,37  | 17,25 | 7,91  | 2,84  | 2,13 | 1 832    |
| Casegas e Ourondo                | 46,82 | 21,34 | 8,28  | 8,28  | 5,10  | 0,64 | 314      |
| Cortes do Meio                   | 52,69 | 14,75 | 10,07 | 6,32  | 4,22  | 1,64 | 427      |
| Covilhã e Canhoso                | 42,17 | 20,51 | 14,91 | 6,87  | 3,73  | 2,67 | 9 624    |
| Dominguizo                       | 40,00 | 23,77 | 12,64 | 3,96  | 2,45  | 3,77 | 530      |
| Erada                            | 57,18 | 11,97 | 14,10 | 1,33  | 3,72  | 1,33 | 376      |
| Ferro                            | 45,52 | 16,01 | 10,87 | 6,02  | 5,87  | 3,38 | 681      |
| Orjais                           | 54,55 | 12,92 | 13,16 | 2,39  | 5,50  | 2,87 | 418      |
| Paul                             | 40,00 | 19,86 | 10,94 | 10,36 | 3,88  | 3,88 | 695      |
| Peraboa                          | 42,86 | 24,76 | 10,00 | 2,14  | 6,90  | 1,43 | 420      |
| Peso e Vales do Rio              | 48,70 | 20,11 | 7,80  | 5,75  | 5,06  | 2,05 | 731      |
| São Jorge da Beira               | 54,79 | 19,47 | 6,60  | 4,29  | 2,97  | 2,97 | 303      |
| Sobral de São Miguel             | 37,13 | 29,70 | 7,92  | 6,44  | 11,88 | 0    | 202      |
| Teixoso e Sarzedo                | 52,56 | 14,83 | 15,21 | 4,55  | 2,84  | 2,37 | 2 110    |
| Tortosendo                       | 37,33 | 18,06 | 13,96 | 15,11 | 3,66  | 2,17 | 2 952    |
| Unhais da Serra                  | 49,78 | 11,21 | 17,18 | 9,32  | 2,04  | 2,04 | 687      |
| Vale Formoso e Aldeia do Souto   | 50,96 | 11,54 | 9,94  | 3,53  | 7,05  | 2,88 | 312      |
| Verdelhos                        | 56,30 | 13,87 | 11,34 | 6,72  | 3,36  | 0,84 | 238      |
| Covilhã                          | 44,91 | 17,87 | 13,92 | 7,65  | 3,82  | 2,43 | 25 179   |

### Fundão
| Partido                 | Partido                              | Votos  | %               | +/-  |
| ----------------------- | ------------------------------------ | ------ | --------------- | ---- |
|                         | Partido Socialista                   | 5 711  | 41,66 / 100,00  | 2,58 |
|                         | Partido Social Democrata             | 3 365  | 24,55 / 100,00  | -    |
|                         | Bloco de Esquerda                    | 1 679  | 12,25 / 100,00  | 0,13 |
|                         | CDU - Coligação Democrática Unitária | 549    | 4,00 / 100,00   | 1,19 |
|                         | CDS – Partido Popular                | 498    | 3,63 / 100,00   | -    |
|                         | Pessoas–Animais–Natureza             | 297    | 2,17 / 100,00   | 1,28 |
|                         | LIVRE                                | 204    | 1,49 / 100,00   | 1,14 |
|                         | CHEGA!                               | 163    | 1,19 / 100,00   | Novo |
|                         | Outros (com menos de 1,00%)          | 549    | 4,00 / 100,00   |      |
| Votos Inválidos         | Votos Inválidos                      | 693    | 5,06 / 100,00   | 1,19 |
| Total                   | Total                                | 13 708 | 100,00 / 100,00 |      |
| Eleitorado/Participação | Eleitorado/Participação              | 26 190 | 52,34 / 100,00  | 2,09 |

| Freguesia                           | %     | %     | %     | %    | %     | %    | %    | %    | Votantes |
| Freguesia                           | PS    | PSD   | BE    | CDU  | CDS   | PAN  | L    | CH   | Votantes |
| ----------------------------------- | ----- | ----- | ----- | ---- | ----- | ---- | ---- | ---- | -------- |
| Alcaide                             | 44,54 | 15,52 | 12,07 | 8,05 | 2,87  | 2,30 | 0,86 | 3,45 | 348      |
| Alcaria                             | 38,43 | 22,96 | 13,22 | 4,87 | 3,30  | 3,13 | 1,04 | 1,57 | 575      |
| Alcongosta                          | 40,15 | 22,26 | 18,25 | 4,38 | 3,65  | 1,82 | 0,73 | 2,92 | 274      |
| Alpedrinha                          | 42,52 | 29,70 | 6,41  | 3,63 | 6,20  | 1,28 | 0,85 | 0,43 | 468      |
| Barroca                             | 50,81 | 23,39 | 6,85  | 2,42 | 4,03  | 1,21 | 0,81 | 2,82 | 248      |
| Bogas de Cima                       | 32,76 | 36,78 | 4,02  | 2,30 | 12,07 | 1,15 | 0,57 | 0,57 | 174      |
| Capinha                             | 44,55 | 20,30 | 8,91  | 8,42 | 2,97  | 1,98 | 2,97 | 0,99 | 202      |
| Castelejo                           | 36,74 | 26,24 | 12,15 | 4,14 | 3,31  | 2,49 | 1,93 | 0,55 | 362      |
| Castelo Novo                        | 39,75 | 28,57 | 10,56 | 2,48 | 2,48  | 1,86 | 2,48 | 0    | 161      |
| Enxames                             | 42,02 | 18,07 | 18,91 | 3,78 | 2,10  | 2,10 | 1,26 | 2,52 | 238      |
| Fatela                              | 53,85 | 7,31  | 15,77 | 1,54 | 4,62  | 1,92 | 1,15 | 3,46 | 260      |
| Fundão                              | 39,16 | 24,04 | 14,71 | 4,54 | 3,17  | 2,60 | 2,11 | 0,87 | 6 307    |
| Janeiro de Cima e Bogas de Baixo    | 47,11 | 35,95 | 2,89  | 1,65 | 0,83  | 2,48 | 0    | 0,41 | 242      |
| Lavacolhos                          | 49,18 | 18,85 | 9,84  | 5,74 | 4,92  | 0    | 0    | 0,82 | 122      |
| Orca                                | 48,74 | 25,16 | 6,29  | 3,14 | 5,97  | 0,31 | 0,63 | 0,63 | 318      |
| Pero Viseu                          | 41,88 | 20,00 | 15,00 | 1,25 | 2,81  | 2,19 | 1,88 | 3,13 | 320      |
| Póvoa de Atalaia e Atalaia do Campo | 40,47 | 32,88 | 9,53  | 2,53 | 3,50  | 0,58 | 0,58 | 1,56 | 514      |
| Silvares                            | 55,34 | 21,37 | 6,30  | 1,15 | 1,34  | 1,15 | 0,57 | 1,72 | 524      |
| Soalheira                           | 31,63 | 38,60 | 9,30  | 2,33 | 8,37  | 1,86 | 0,23 | 1,40 | 430      |
| Souto da Casa                       | 44,10 | 27,95 | 11,57 | 2,65 | 2,17  | 1,93 | 0,72 | 0,24 | 415      |
| Telhado                             | 43,50 | 24,47 | 9,06  | 7,25 | 3,63  | 1,81 | 1,21 | 2,11 | 331      |
| Três Povos                          | 45,19 | 23,64 | 6,23  | 3,12 | 6,75  | 2,08 | 1,04 | 0,78 | 385      |
| Vale de Prazeres e Mata da Rainha   | 50,61 | 22,04 | 10,82 | 3,27 | 3,27  | 2,45 | 0,82 | 0,41 | 490      |
| Fundão                              | 41,66 | 24,55 | 12,25 | 4,00 | 3,63  | 2,17 | 1,49 | 1,19 | 13 708   |

### Idanha-a-Nova
| Partido                 | Partido                              | Votos | %               | +/-  |
| ----------------------- | ------------------------------------ | ----- | --------------- | ---- |
|                         | Partido Socialista                   | 2 013 | 48,35 / 100,00  | 1,65 |
|                         | Partido Social Democrata             | 950   | 22,82 / 100,00  | -    |
|                         | Bloco de Esquerda                    | 304   | 7,30 / 100,00   | 0,70 |
|                         | CDU - Coligação Democrática Unitária | 206   | 4,95 / 100,00   | 0,18 |
|                         | CDS – Partido Popular                | 150   | 3,60 / 100,00   | -    |
|                         | Pessoas–Animais–Natureza             | 71    | 1,71 / 100,00   | 1,06 |
|                         | CHEGA!                               | 65    | 1,56 / 100,00   | Novo |
|                         | Reagir Incluir Reciclar              | 42    | 1,01 / 100,00   | Novo |
|                         | Outros (com menos de 1,00%)          | 161   | 3,86 / 100,00   |      |
| Votos Inválidos         | Votos Inválidos                      | 201   | 4,83 / 100,00   | 0,28 |
| Total                   | Total                                | 4 163 | 100,00 / 100,00 |      |
| Eleitorado/Participação | Eleitorado/Participação              | 8 233 | 50,56 / 100,00  | 4,34 |

| Freguesia                           | %     | %     | %    | %     | %    | %    | %    | %    | Votantes |
| Freguesia                           | PS    | PSD   | BE   | CDU   | CDS  | PAN  | CH   | RIR  | Votantes |
| ----------------------------------- | ----- | ----- | ---- | ----- | ---- | ---- | ---- | ---- | -------- |
| Aldeia de Santa Margarida           | 50,00 | 22,22 | 4,76 | 2,38  | 2,38 | 1,59 | 3,17 | 2,38 | 126      |
| Idanha-a-Nova e Alcafozes           | 42,18 | 24,23 | 8,93 | 6,28  | 3,98 | 2,12 | 1,59 | 1,15 | 1 131    |
| Ladoeiro                            | 51,59 | 24,95 | 7,13 | 1,88  | 2,81 | 1,13 | 2,44 | 1,31 | 533      |
| Medelim                             | 46,77 | 25,00 | 7,26 | 4,84  | 3,23 | 3,23 | 0    | 0    | 124      |
| Monfortinho e Salvaterra do Extremo | 45,82 | 27,42 | 6,35 | 4,01  | 4,35 | 2,68 | 2,34 | 0,33 | 299      |
| Monsanto e Idanha-a-Velha           | 52,05 | 18,13 | 7,60 | 3,51  | 3,51 | 1,75 | 1,75 | 2,92 | 342      |
| Oledo                               | 50,00 | 20,83 | 5,95 | 5,36  | 3,57 | 2,98 | 0,60 | 0    | 168      |
| Penha Garcia                        | 56,23 | 18,57 | 5,57 | 2,65  | 5,84 | 1,06 | 1,59 | 1,06 | 377      |
| Proença-a-Velha                     | 44,58 | 26,51 | 2,41 | 10,84 | 0    | 3,61 | 0    | 0    | 83       |
| Rosmaninhal                         | 53,98 | 23,86 | 5,68 | 6,25  | 3,98 | 0,57 | 0,57 | 0    | 176      |
| São Miguel de Acha                  | 43,38 | 26,10 | 9,56 | 5,51  | 2,21 | 1,84 | 1,10 | 0,74 | 272      |
| Toulões                             | 52,94 | 17,65 | 9,24 | 3,36  | 4,20 | 2,52 | 0,84 | 0    | 119      |
| Zebreira e Segura                   | 52,30 | 19,13 | 6,05 | 8,23  | 2,91 | 0    | 1,21 | 0,48 | 413      |
| Idanha-a-Nova                       | 48,35 | 22,82 | 7,30 | 4,95  | 3,60 | 1,71 | 1,56 | 1,01 | 4 163    |

### Oleiros
| Partido                 | Partido                              | Votos | %               | +/-  |
| ----------------------- | ------------------------------------ | ----- | --------------- | ---- |
|                         | Partido Social Democrata             | 1 447 | 49,17 / 100,00  | -    |
|                         | Partido Socialista                   | 812   | 27,59 / 100,00  | 5,82 |
|                         | Bloco de Esquerda                    | 188   | 6,39 / 100,00   | 2,10 |
|                         | CDS – Partido Popular                | 115   | 3,91 / 100,00   | -    |
|                         | CDU - Coligação Democrática Unitária | 49    | 1,66 / 100,00   | 0,26 |
|                         | Pessoas–Animais–Natureza             | 37    | 1,26 / 100,00   | 0,65 |
|                         | Outros (com menos de 1,00%)          | 130   | 4,42 / 100,00   |      |
| Votos Inválidos         | Votos Inválidos                      | 165   | 5,61 / 100,00   | 0,74 |
| Total                   | Total                                | 2 943 | 100,00 / 100,00 |      |
| Eleitorado/Participação | Eleitorado/Participação              | 4 829 | 60,94 / 100,00  | 1,16 |

| Freguesia                | %     | %     | %    | %    | %    | %    | Votantes |
| Freguesia                | PSD   | PS    | BE   | CDS  | CDU  | PAN  | Votantes |
| ------------------------ | ----- | ----- | ---- | ---- | ---- | ---- | -------- |
| Álvaro                   | 73,58 | 11,32 | 1,89 | 2,83 | 0,94 | 0,94 | 106      |
| Cambas                   | 47,14 | 30,00 | 5,00 | 5,71 | 1,43 | 0,71 | 140      |
| Estreito - Vilar Barroco | 51,47 | 26,29 | 5,70 | 3,86 | 2,21 | 0,37 | 544      |
| Isna                     | 51,88 | 24,81 | 7,52 | 6,02 | 0,75 | 0,75 | 133      |
| Madeirã                  | 49,45 | 38,46 | 1,10 | 1,10 | 3,30 | 1,10 | 91       |
| Mosteiro                 | 52,63 | 29,24 | 4,09 | 4,68 | 1,17 | 1,17 | 171      |
| Oleiros - Amieira        | 48,30 | 26,01 | 7,98 | 4,35 | 0,95 | 1,42 | 1 265    |
| Orvalho                  | 33,46 | 42,28 | 6,62 | 3,31 | 3,68 | 0,74 | 272      |
| Sarnadas de São Simão    | 49,59 | 25,20 | 5,69 | 1,63 | 4,07 | 4,07 | 123      |
| Sobral                   | 57,14 | 22,45 | 4,08 | 1,02 | 1,02 | 4,08 | 98       |
| Oleiros                  | 49,17 | 27,59 | 6,39 | 3,91 | 1,66 | 1,26 | 2 943    |

### Penamacor
| Partido                 | Partido                                         | Votos | %               | +/-   |
| ----------------------- | ----------------------------------------------- | ----- | --------------- | ----- |
|                         | Partido Socialista                              | 990   | 43,55 / 100,00  | 10,08 |
|                         | Partido Social Democrata                        | 568   | 24,99 / 100,00  | -     |
|                         | Bloco de Esquerda                               | 240   | 10,56 / 100,00  | 1,08  |
|                         | CDS – Partido Popular                           | 99    | 4,36 / 100,00   | -     |
|                         | CDU - Coligação Democrática Unitária            | 77    | 3,39 / 100,00   | 1,76  |
|                         | Pessoas–Animais–Natureza                        | 32    | 1,41 / 100,00   | 1,15  |
|                         | CHEGA!                                          | 28    | 1,23 / 100,00   | Novo  |
|                         | Partido Comunista dos Trabalhadores Portugueses | 27    | 1,19 / 100,00   | 0,29  |
|                         | Outros (com menos de 1,00%)                     | 93    | 4,10 / 100,00   |       |
| Votos Inválidos         | Votos Inválidos                                 | 119   | 5,24 / 100,00   | 0,28  |
| Total                   | Total                                           | 2 273 | 100,00 / 100,00 |       |
| Eleitorado/Participação | Eleitorado/Participação                         | 4 491 | 50,61 / 100,00  | 1,21  |

| Freguesia                                     | %     | %     | %     | %    | %    | %    | %    | %    | Votantes |
| Freguesia                                     | PS    | PSD   | BE    | CDS  | CDU  | PAN  | CH   | PCTP | Votantes |
| --------------------------------------------- | ----- | ----- | ----- | ---- | ---- | ---- | ---- | ---- | -------- |
| Aldeia do Bispo, Águas e Aldeia de João Pires | 36,32 | 23,93 | 13,68 | 5,56 | 4,91 | 1,50 | 1,07 | 1,28 | 468      |
| Aranhas                                       | 51,53 | 19,02 | 6,75  | 2,45 | 2,45 | 1,23 | 4,91 | 0,61 | 163      |
| Benquerença                                   | 50,85 | 19,92 | 7,20  | 2,12 | 3,39 | 2,12 | 2,12 | 1,69 | 236      |
| Meimão                                        | 56,94 | 27,08 | 4,86  | 2,78 | 2,78 | 1,39 | 0,69 | 1,39 | 144      |
| Meimoa                                        | 35,48 | 23,87 | 13,55 | 5,16 | 4,52 | 1,29 | 1,29 | 3,23 | 155      |
| Pedrógão de São Pedro e Bemposta              | 50,46 | 27,52 | 8,26  | 3,21 | 2,29 | 0,92 | 0    | 0,46 | 218      |
| Penamacor                                     | 39,42 | 30,45 | 11,70 | 5,77 | 2,08 | 1,12 | 0,96 | 0,48 | 624      |
| Salvador                                      | 39,31 | 16,65 | 9,66  | 5,52 | 7,59 | 2,76 | 0,69 | 2,07 | 145      |
| Vale da Senhora da Póvoa                      | 55,00 | 23,33 | 12,50 | 0,83 | 1,67 | 0,83 | 0    | 1,67 | 120      |
| Penamacor                                     | 43,55 | 24,99 | 10,56 | 4,36 | 3,39 | 1,41 | 1,23 | 1,19 | 2 273    |

### Proença-a-Nova
| Partido                 | Partido                              | Votos | %               | +/-  |
| ----------------------- | ------------------------------------ | ----- | --------------- | ---- |
|                         | Partido Socialista                   | 1 682 | 39,79 / 100,00  | 9,91 |
|                         | Partido Social Democrata             | 1 542 | 36,48 / 100,00  | -    |
|                         | Bloco de Esquerda                    | 262   | 6,20 / 100,00   | 0,64 |
|                         | CDS – Partido Popular                | 213   | 5,04 / 100,00   | -    |
|                         | Pessoas–Animais–Natureza             | 68    | 1,61 / 100,00   | 0,99 |
|                         | CDU - Coligação Democrática Unitária | 56    | 1,32 / 100,00   | 0,27 |
|                         | Outros (com menos de 1,00%)          | 188   | 4,45 / 100,00   |      |
| Votos Inválidos         | Votos Inválidos                      | 216   | 5,11 / 100,00   | 0,72 |
| Total                   | Total                                | 4 227 | 100,00 / 100,00 |      |
| Eleitorado/Participação | Eleitorado/Participação              | 7 122 | 59,35 / 100,00  | 2,12 |

| Freguesia                          | %     | %     | %    | %    | %    | %    | Votantes |
| Freguesia                          | PS    | PSD   | BE   | CDS  | PAN  | CDU  | Votantes |
| ---------------------------------- | ----- | ----- | ---- | ---- | ---- | ---- | -------- |
| Montes da Senhora                  | 37,36 | 42,53 | 4,31 | 4,02 | 0,86 | 2,59 | 348      |
| Proença-a-Nova e Peral             | 38,63 | 35,73 | 6,61 | 5,62 | 2,03 | 1,38 | 2 617    |
| São Pedro do Esteval               | 51,02 | 25,85 | 5,78 | 3,74 | 0,68 | 1,02 | 294      |
| Sobreira Formosa e Alvito da Beira | 40,39 | 39,57 | 5,89 | 4,24 | 1,03 | 0,83 | 968      |
| Proença-a-Nova                     | 39,79 | 36,48 | 6,20 | 5,04 | 1,61 | 1,32 | 4 227    |

### Sertã
| Partido                 | Partido                              | Votos  | %               | +/-  |
| ----------------------- | ------------------------------------ | ------ | --------------- | ---- |
|                         | Partido Social Democrata             | 3 504  | 43,93 / 100,00  | -    |
|                         | Partido Socialista                   | 2 446  | 30,67 / 100,00  | 4,96 |
|                         | Bloco de Esquerda                    | 482    | 6,04 / 100,00   | 0,28 |
|                         | CDS – Partido Popular                | 384    | 4,81 / 100,00   | -    |
|                         | Pessoas–Animais–Natureza             | 146    | 1,83 / 100,00   | 1,01 |
|                         | CDU - Coligação Democrática Unitária | 128    | 1,60 / 100,00   | 0,71 |
|                         | CHEGA!                               | 91     | 1,14 / 100,00   | Novo |
|                         | Outros (com menos de 1,00%)          | 301    | 3,78 / 100,00   |      |
| Votos Inválidos         | Votos Inválidos                      | 494    | 6,19 / 100,00   | 0,61 |
| Total                   | Total                                | 7 976  | 100,00 / 100,00 |      |
| Eleitorado/Participação | Eleitorado/Participação              | 13 419 | 59,44 / 100,00  | 2,33 |

| Freguesia                                 | %     | %     | %    | %    | %    | %    | %    | Votantes |
| Freguesia                                 | PSD   | PS    | BE   | CDS  | PAN  | CDU  | CH   | Votantes |
| ----------------------------------------- | ----- | ----- | ---- | ---- | ---- | ---- | ---- | -------- |
| Cabeçudo                                  | 33,33 | 40,52 | 7,41 | 4,79 | 2,83 | 1,96 | 0,44 | 459      |
| Carvalhal                                 | 34,68 | 48,20 | 3,60 | 5,41 | 1,80 | 1,35 | 0,45 | 222      |
| Castelo                                   | 40,40 | 37,53 | 5,96 | 3,53 | 1,99 | 0,88 | 0,22 | 453      |
| Cernache do Bonjardim, Nesperal e Palhais | 40,34 | 30,57 | 6,77 | 5,35 | 2,13 | 2,46 | 1,36 | 1 832    |
| Cumeada e Marmeleiro                      | 50,00 | 25,89 | 4,57 | 7,36 | 3,55 | 0,76 | 0,51 | 394      |
| Ermida e Figueiredo                       | 69,47 | 13,72 | 2,65 | 7,08 | 0,88 | 0    | 0,88 | 226      |
| Pedrógão Pequeno                          | 36,93 | 35,31 | 4,85 | 5,66 | 1,35 | 1,35 | 0,81 | 371      |
| Sertã                                     | 45,06 | 29,09 | 6,73 | 3,94 | 1,68 | 1,65 | 1,56 | 3 149    |
| Troviscal                                 | 53,02 | 23,27 | 5,37 | 4,70 | 0,89 | 1,34 | 0,89 | 447      |
| Várzea dos Cavaleiros                     | 48,46 | 32,86 | 2,60 | 5,91 | 0,71 | 0,24 | 0,47 | 423      |
| Sertã                                     | 43,93 | 30,67 | 6,04 | 4,81 | 1,83 | 1,60 | 1,14 | 7 976    |

### Vila de Rei
| Partido                 | Partido                              | Votos | %               | +/-  |
| ----------------------- | ------------------------------------ | ----- | --------------- | ---- |
|                         | Partido Social Democrata             | 896   | 46,86 / 100,00  | -    |
|                         | Partido Socialista                   | 417   | 21,80 / 100,00  | 4,00 |
|                         | CDS – Partido Popular                | 134   | 7,00 / 100,00   | -    |
|                         | Bloco de Esquerda                    | 104   | 5,44 / 100,00   | 0,31 |
|                         | CDU - Coligação Democrática Unitária | 43    | 2,25 / 100,00   | 0,46 |
|                         | Pessoas–Animais–Natureza             | 41    | 2,14 / 100,00   | 1,03 |
|                         | CHEGA!                               | 24    | 1,25 / 100,00   | Novo |
|                         | Outros (com menos de 1,00%)          | 93    | 4,86 / 100,00   |      |
| Votos Inválidos         | Votos Inválidos                      | 160   | 8,36 / 100,00   | 2,28 |
| Total                   | Total                                | 1 913 | 100,00 / 100,00 |      |
| Eleitorado/Participação | Eleitorado/Participação              | 2 750 | 69,56 / 100,00  | 0,87 |

| Freguesia        | %     | %     | %    | %    | %    | %    | %    | Votantes |
| Freguesia        | PSD   | PS    | CDS  | BE   | CDU  | PAN  | CH   | Votantes |
| ---------------- | ----- | ----- | ---- | ---- | ---- | ---- | ---- | -------- |
| Fundada          | 49,20 | 21,01 | 5,59 | 7,71 | 3,46 | 1,86 | 0,80 | 376      |
| São João do Peso | 54,79 | 27,40 | 2,74 | 4,11 | 1,37 | 2,74 | 0    | 73       |
| Vila de Rei      | 45,83 | 21,72 | 7,58 | 4,92 | 1,98 | 2,19 | 1,43 | 1 464    |
| Vila de Rei      | 46,84 | 21,80 | 7,00 | 5,44 | 2,25 | 2,14 | 1,25 | 1 913    |

### Vila Velha de Ródão
| Partido                 | Partido                              | Votos | %               | +/-  |
| ----------------------- | ------------------------------------ | ----- | --------------- | ---- |
|                         | Partido Socialista                   | 869   | 50,49 / 100,00  | 0,20 |
|                         | Partido Social Democrata             | 391   | 22,72 / 100,00  | -    |
|                         | Bloco de Esquerda                    | 175   | 10,17 / 100,00  | 2,90 |
|                         | CDU - Coligação Democrática Unitária | 91    | 5,29 / 100,00   | 1,44 |
|                         | CDS – Partido Popular                | 34    | 1,98 / 100,00   | -    |
|                         | Pessoas–Animais–Natureza             | 30    | 1,74 / 100,00   | 1,20 |
|                         | Outros (com menos de 1,00%)          | 73    | 4,19 / 100,00   |      |
| Votos Inválidos         | Votos Inválidos                      | 58    | 3,37 / 100,00   | 1,26 |
| Total                   | Total                                | 1 721 | 100,00 / 100,00 |      |
| Eleitorado/Participação | Eleitorado/Participação              | 2 810 | 61,25 / 100,00  | 6,91 |

| Freguesia           | %     | %     | %     | %    | %    | %    | Votantes |
| Freguesia           | PS    | PSD   | BE    | CDU  | CDS  | PAN  | Votantes |
| ------------------- | ----- | ----- | ----- | ---- | ---- | ---- | -------- |
| Fratel              | 52,98 | 21,52 | 9,60  | 3,97 | 1,66 | 2,65 | 302      |
| Perais              | 50,59 | 22,75 | 9,41  | 5,10 | 2,35 | 1,57 | 255      |
| Sarnadas de Ródão   | 47,90 | 27,27 | 10,14 | 3,85 | 2,45 | 1,40 | 286      |
| Vila Velha de Ródão | 50,46 | 21,64 | 10,59 | 6,26 | 1,82 | 1,59 | 878      |
| Vila Velha de Ródão | 50,49 | 22,72 | 10,17 | 5,29 | 1,98 | 1,74 | 1 721    |